# Mercy (2025)
Mercy ist ein Science-Fiction-Thriller von Timur Bekmambetow. Der Film mit Rebecca Ferguson und Chris Pratt in den Hauptrollen soll im Januar 2026 in die US-Kinos kommen und zu einem späteren Zeitpunkt in das Programm von Prime Video aufgenommen werden.

## Handlung
In nicht allzuferner Zukunft haben schwere Straftaten in besonderem Maße zugenommen. Mord und Raub gehören zur Tagesordnung. Ein Detectiv wird selbst des Mordes beschuldigt und setzt nun alles daran, seine Unschuld zu beweisen.

## Produktion
Regie führt Timur Bekmambetow. Der russische Regisseur ist bekannt für Filme wie Wächter der Nacht, Wanted und Abraham Lincoln Vampirjäger. Das Drehbuch stammt von Marco van Belle.
Die Hauptrollen spielen Chris Pratt und Rebecca Ferguson. Pratt war bereits in Bekmambetows Hollywood-Regiedebüt, dem Actionfilm Wanted, in einer Nebenrolle zu sehen. Weiter auf der Besetzungsliste finden sich Annabelle Wallis und Kali Reis.
Die Dreharbeiten haben im April 2024 in Los Angeles begonnen und wurden etwas mehr als einen Monat später im Mai 2024 beendet. Kameramann Khalid Mohtaseb arbeitete zuletzt für Filme wie The Pope’s Exorcist von Julius Avery.
Der US-Kinostart ist am 23. Januar 2026 geplant. Die weltweiten Verwertungsrechte wurden von Amazon MGM erworben. Nach dem Kinostart soll Mercy in das Programm von Prime Video aufgenommen werden.

## Altersfreigabe
In den USA erhielt der Film ein R-Rating, was einer Freigabe ab 17 Jahren entspricht.